# Еспіноса-де-Сервера
Еспіноса-де-Сервера (ісп. Espinosa de Cervera) — муніципалітет в Іспанії, у складі автономної спільноти Кастилія-і-Леон, у провінції Бургос. Населення — 102 особи (2010).
Муніципалітет розташований на відстані близько 170 км на північ від Мадрида, 55 км на південь від Бургоса.

## Демографія
Динаміка населення (INE ):